# Цирульник
Циру́льник, цилю́рник, цилю́рик — особа, що виконувала в старовину обов'язки лікаря і перукаря.
Слово цирульник походить від пол. cyrulik («фельдшер; перукар»), що сходить через середньолатинське cirurgus до лат. chīrurgicus («хірург»), що походить від грец. χειρουργός («виконавець вироку; хірург»). Східнослов'янські форми цирульник, цилюрник утворені додаванням суфікса -ник, форми цилюрик, цилюрник виникли внаслідок метатези.

## Історія
Цирульництво виникло в Стародавньому Китаї. Цирульники надавали певні види хірургічної допомоги: лікували рани, переломи кісток, вправляли вивихи, робили деякі операції, іноді навіть видаляли камені з сечового міхура, оперували грижу, робили ампутації кінцівок тощо. Цирульники також виготовляли мазі, пластирі, порошки, видаляли зуби, пускали кров, ставили банки і виконували обов'язки перукарів і голярів.

### Цирульники в Україні
Цирульники в Україні, яких іноді називали костоправами, а пізніше хірургами, здобували фахові знання в корпораціях хірургів-майстрів; практичне навчання тривало 3-4 роки. Учні після закінчення навчання могли стати підмайстрами і через три роки праці складати іспити на майстрів. Цирульники були проміжною групою між представниками народної медицини і дипломованими лікарями. З часом цирульники перетворилися на хірургів, які до 1731 року не входили до стану лікарів і лишалися разом з цеховими ремісниками. Лише з 1731 року цирульники почали об'єднуватися в цехи, які своїми статутами охороняли монополію свого ремесла, встановлювали організацію діяльності цирульника, регламентували працю, ціни, кількість працівників та учнів у майстра. Членами цехів були лише майстри. На чолі цеху стояв цехмайстер, йому допомагали інші члени управи.
Перші згадки про цехи цирульників в Україні відносяться до кінця XIV століття. Зразковим цехом був Львівський, заснований у 1512 році. Київський цех існував уже в XV столітті (за деякий час він з'єднався з цехом кравців). 1767 року він здобув новий статут. Цехи діяли і в інших містах України. У Кам'янець-Подільському він звався цехом хірургів. Найкращі цирульники працювали у великих містах. У менших містах і в селах цирульники були малоосвічені, яких населення називало «партачами».
На центральних і східних землях 1741 року була розпочата підготовка цирульників з медичною освітою при військових шпиталях. 1794 року була влаштована перевірка знань «партачів» у Медичній Колегії. З організацією лікарських управ в Україні (1796 р.) було запроваджено перевірку знань цирульників в ряді міст (у Києві вона відбулася в 1815 році). Повністю Лікарська управа взяла під свій контроль цех цирульників 1817 року. За даними 1830 року в Київській губернії було 6 цирулень, у кожного майстра було від 2 до 4 підмайстрів. Після скасування маґдебурзького права в Києві, як і в усій Україні 1835 року, цехи цирульників припинили своє існування.
На Західній Україні цехів цирульників було значно більше, ніж на центральних і східних землях. Однак, після приєднання Західної України Австрією вони почали занепадати. Львівський цех хірургів нараховував тоді лише 5 фахівців. В інших містах Галичини і Буковини залишилося ще деякий час досить багато цирульників. 1775 року у Львові вперше були організовані курси з основ медицини для цирульників та повитух. Зі створенням у Львові Медичної колегії (1776 р.) право на приватну практику надавалося лише лікарям, що мали університетські дипломи; це фактично було початком кінця діяльності цирульників. Офіційно в Галичині й на Буковині цехи цирульників були ліквідовані 1870 року, проте споконвічні традиції цирульницьких методів лікування збереглися аж до початку XX століття.